# 庚申丸

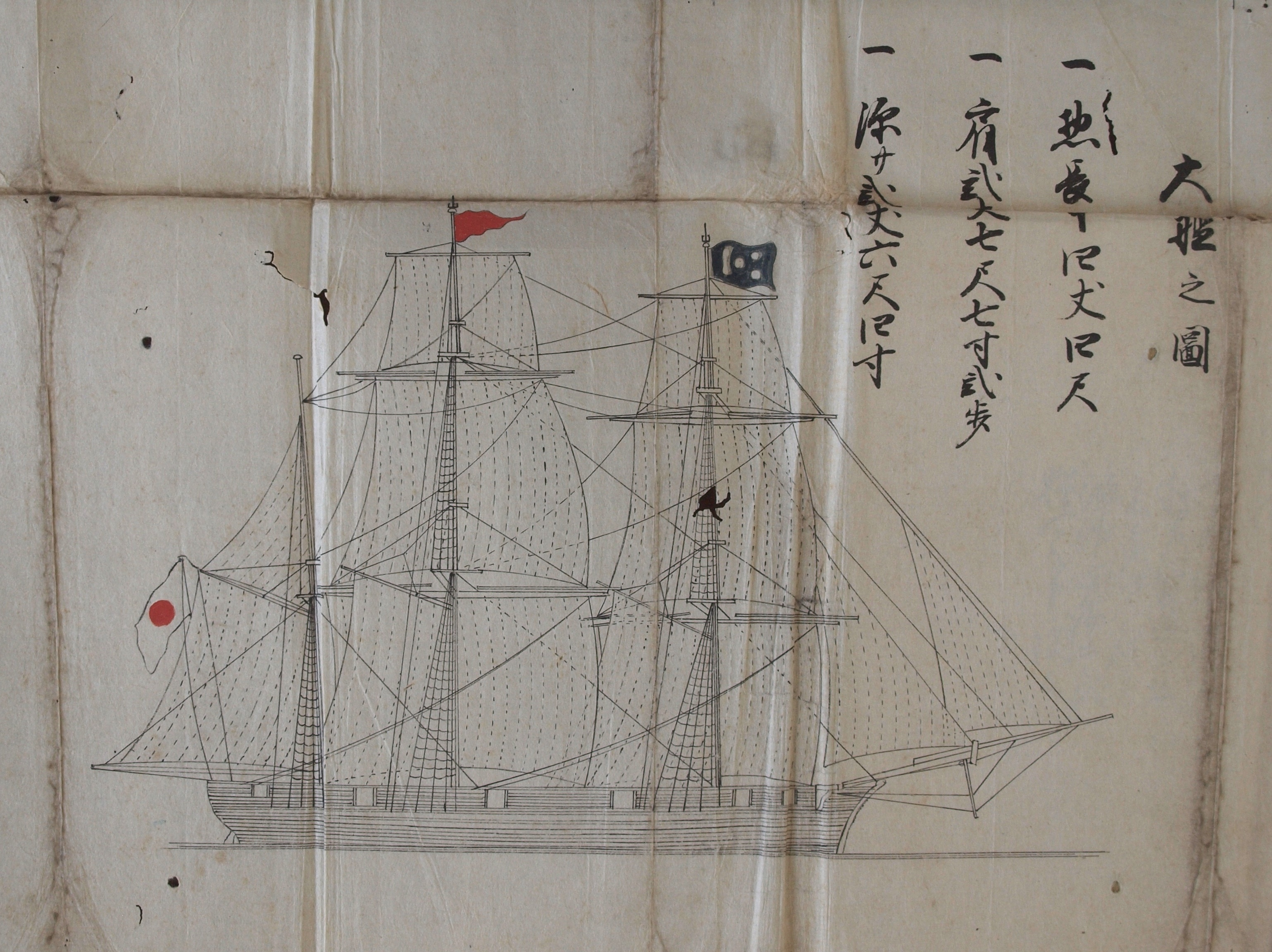
庚申丸（1859）

庚申丸（こうしんまる）は、幕末に長州藩で建造された西洋式帆船。下関戦争でアメリカ海軍と交戦して撃沈されたが、復旧されて長州征討に際しても幕府軍を迎え撃った。

## 建造
早くから軍制改革に積極的だった長州藩は、1857年1月（安政3年12月）に萩の小畑浦の恵美須ヶ鼻造船所で、同藩最初の洋式軍艦「丙辰丸」を竣工させた。しかし、同年9月（安政4年8月）に造船所は閉鎖されてしまった。
1858年（安政5年）に周布政之助が藩政の実権を握ると、安政の軍制改革の一環として再び軍艦建造が試みられることになった。山田亦介が建造責任者に任命された。先の「丙辰丸」が君沢形帆船の建造経験者を招聘して進められたのに対し、今回は長崎へ技術者13人を派遣してオランダ人から習得した知識を基に建造が行われた。山田亦介の指揮で再興された恵美須ヶ鼻造船所で工事は進められ、1860年5-6月頃（万延元年4月）に竣工。「丙辰丸」と同じく竣工年の干支にちなんで「庚申丸」と命名された。
「庚申丸」は、先の「丙辰丸」に比べると大型の木造帆走軍艦であった。要目は全長約43m・幅約8mと「丙辰丸」の2倍近い長さで、そのため建造費も約5倍と高額になった。ただし、要目は『赤間関海戦記事』によると全長115フィート（約35m）・幅26フィート（約7.9m）となっている。長さ25間（45.5m）とも。マストも1本多い3本で、帆装形式は「丙辰丸」と同じ縦帆主体のスクーナーとする資料もあるが、交戦したアメリカ海軍の記録によれば横帆主体・最後尾マストのみ縦帆装のバーク型である。武装は30斤砲6門（異説によれば大砲8門）を備えた。

## 運用

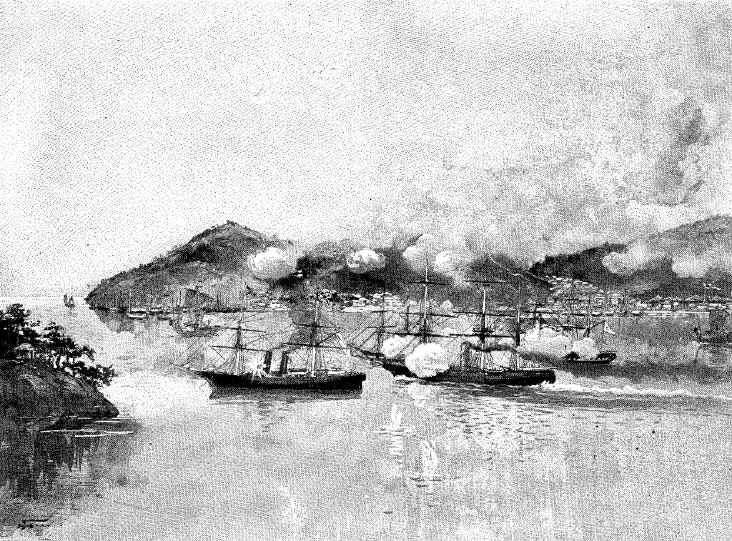
アメリカ艦「ワイオミング」（中央右の1本煙突の蒸気船）と交戦中の長州艦隊。「ワイオミング」の向こう側にいる2隻の洋式艦のうちいずれかが「庚申丸」。

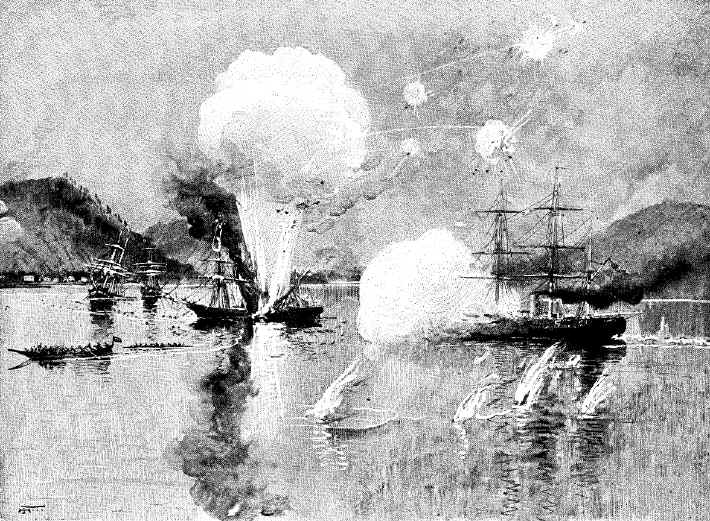
「ワイオミング」（右）の攻撃で撃破されつつある長州艦隊。爆発しているのは「壬戌丸」で、左奥の2隻のいずれかが「庚申丸」。

竣工した「丙辰丸」は長州藩の軍艦として配備され、練習艦として使用された。『赤間関海戦記事』によれば艦長は山田鴻二郎。
文久3年5月11日、長州藩は攘夷を決行。「庚申丸」と「癸亥丸」が11日午前2時に出撃し、潮待ちのため九州田野浦沖に停泊していたアメリカ商船「ペンブローク (Pembroke)」を砲撃した。2隻は12発発射し、3発が「ペンブローク」に命中した。その後逃走する「ペンブローク」を追ったが、相手の方が速かったため逃げられた。5月23日、長州藩の砲台が関門海峡を通過するフランス通報艦「キャンシャン」を砲撃。「庚申丸」と「癸亥丸」は海峡を抜けた「キャンシャン」を追跡するが、この時も逃げられた。続いて長州藩は5月26日にオランダ艦「メデューサ (Medusa)」を攻撃。「庚申丸」も出撃した。6月1日、アメリカ艦「ワイオミング」が報復に現れる。「ワイオミング」は下関港内にあった「庚申丸」、「癸亥丸」と「壬戌丸」を攻撃し、「庚申丸」と「壬戌丸」が撃沈された。この戦闘時、「庚申丸」か「癸亥丸」の砲弾1発が「ワイオミング」に命中し、戦死3名負傷4名という被害を与えている。
後、「庚申丸」は復旧工事を受けて再就役した。
慶応2年の第二次長州征討では、6月17日に「乙丑丸」と共に門司を襲撃し、7月3日には「丙寅丸」、「丙辰丸」とともに大里沖から幕府艦を攻撃した。
戊辰戦争でも、鳥羽・伏見の戦い前に長州藩兵を輸送するなどの活動を行った。